# Timo Weß
Timo Weß (født 2. juli 1982) er en tysk tidligere hockeyspiller og tredobbelt olympisk medaljevinder. 
Timo Weß spillede både fodbold og hockey i sin tidlige ungdom i klubben Moerser SC, inden han som 14-årig valgte at koncentrere sig om hockeyen, som han nu spillede i Uhlenhorst Mülheim. Her fortsatte han, til han i 2003-2004 fik en enkelt sæson i Crefelder HTC, derpå endnu en sæson i Uhlenhorst Mülheim, hvorpå han vendte tilbage til Crefelder i to sæsoner, hvor blandt andet kom til at spille sammen med sin lillebror, Benjamin Weß og var med til at blive tysk mester i 2006. Året efter vandt holdet Europa-pokalen for mesterhold med finalesejr over spanske Atlètic Terrassa; i denne kamp blev Benjamin Weß kampafgørende, da han scorede kampens eneste mål. Efter denne succesrige sæson skiftede brødrene Weß til Rot-Weß Köln. De var med til at sikre denne klub oprykning til den bedste tyske hockeyrække året i deres første sæson i klubben. Brødrene spillede sammen i klubben, indtil Timo Weß i 2012 indstillede sin karriere.
Timo Weß debuterede på det tyske hockeylandshold i februar 2002, og senere samme år var han med til at blive verdensmester. Året efter blev Tyskland med Weß også europamester, og holdet var derfor blandt favoritterne ved OL 2004 i Athen. Holdet kom videre som toer fra deres indledende pulje, hvorpå holdet i semifinalen måtte se sig besejret 2-3 af Holland, der i finalen tabte til Australien, mens Tyskland vandt bronzekampen mod Spanien efter sudden death.
Året efter var Timo Weß landsholdsanfører og med til at vinde EM-bronze, og i 2006 vandt holdet igen VM-titlen. Året efter var han med til at vinde EM-guld indendørs. Han var igen med ved OL 2008 i Beijing, hvor Tyskland blev nummer to i indledende pulje. I semifinalen vandt de over Holland efter straffeslag, mens de i finalen sikrede sig guldet efter en sejr på 1-0 over Spanien, der fik sølv, mens Australien fik bronze.
Efter OL 2008 holdt han en landsholdspause og vendte først tilbage igen i efteråret 2011. Han var derpå med til at vinde EM indendørs i 2012, og Tyskland, der også uden Timo Weß havde haft god succes i årene indtil OL, var igen blandt de største favoritter ved OL 2012 i London. Her indledte Tyskland med Timo Weß på holdet med at blive nummer to i deres pulje, hvorpå de i semifinalen besejrede Australien 4-2, inden de genvandt OL-guldet med sejr på 2-1 over Holland;  Australien blev nummer tre.